# Гамарник, Григорий Александрович

Григорий Гамарник — чемпион мира по греко-римской борьбе со своим призом 24 апреля 1955 года (Карлсруэ,Германия).

Григорий Гамарник (в красном) на обложке украинского спортивного журнала «Физкультура и Спорт» (11/1958).

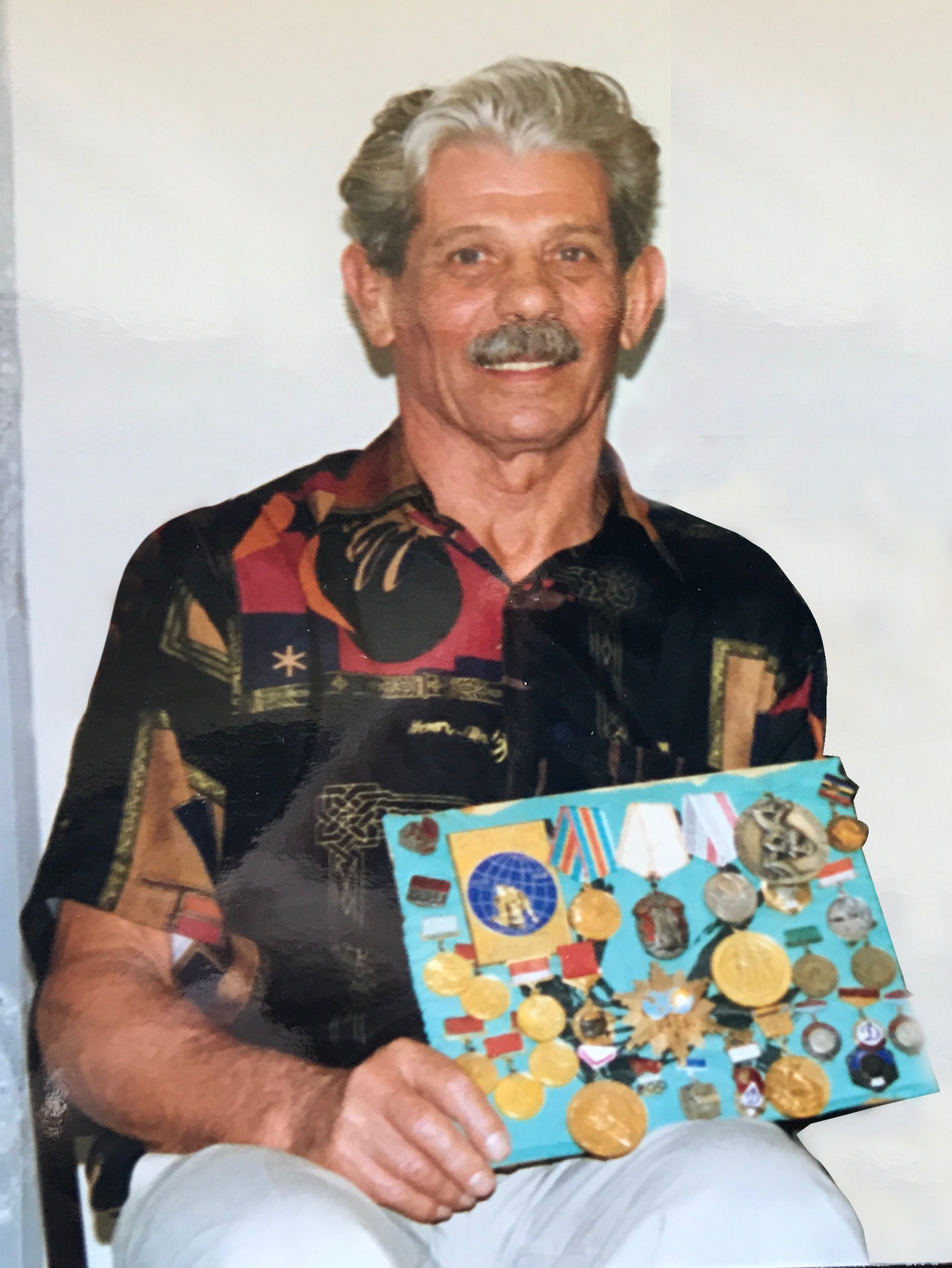
Григорий Гамарник с наградами.

Григорий Александрович Гамарник (22 апреля 1929, Зиновьевск — 18 апреля 2018, Бруклин, США) — советский борец классического стиля, чемпион и призёр чемпионатов СССР и мира, первый чемпион мира среди украинских борцов, капитан сборной команды СССР, судья международной категории, заслуженный мастер спорта СССР, заслуженный тренер Украины. Участник Олимпийских игр 1960 года в Риме.

## Биография
Родился 22 апреля 1929 года в Зиновьевске (Кировоград, ныне Кропивницкий), в еврейской семье.
В 1934 году семья переехала в Ташкент (Узбекская ССР). Борьбой начал заниматься в 16 лет. Первый тренер — Герман Сандлер. Чемпион Узбекской ССР, победитель первенства Средней Азии.
В 1951 году переехал в Киев (Украинская ССР), в 1952 году поступил в Киевский Государственный институт физической культуры и стал мастером спорта СССР.
Чемпион мира в городе Карлсруэ 1955 (Германия), обладатель серебряной медали чемпионата мира в городе Будапешт 1958 (Венгрия), четырёхкратный чемпион СССР по классической борьбе (1953, 1956—1958), серебряный призёр чемпионата СССР 1951 года, трехкратный бронзовый призёр чемпионатов СССР (1954, 1959, 1961). На I Спартакиаде народов СССР (1956) был признан лучшим борцом классического стиля в весе до 73 кг, многократный чемпион Украинской ССР. На Олимпийских играх 1960 года в Риме занял 5-е место.
Выступал в весовых категориях 67 и 73 кг.
Выступал за спортивное общество Динамо (Киев) под руководством знаменитого тренера Арменака Ялтыряна.
Заслуженный мастер спорта СССР (1955).
Заслуженный тренер Украины (1963).
Завершив карьеру, Григорий Гамарник преподавал в Киевском Государственном институте физической культуры, затем перешел на тренерскую работу. C 1970 по 1991 году был главным тренером национальных сборных Украины — юношеской и взрослой, судья международной категории (1979).
В семидесятые годы прошлого века возглавлял федерацию борьбы Украины, сделав немало для роста талантливых атлетов и развития этого вида спорта в стране.
В 1983 годы был одним из главных организаторов чемпионата мира по борьбе в г. Киев (Украинская ССР).
За выдающиеся заслуги в развитии и популяризации спортивной борьбы награждён Золотым Орденом FILA (FILA Gold Star).
С 1992 года проживал в Бруклин, штат Нью Йорк, США. Умер 18 апреля 2018. Похоронен в Филадельфии, штат Пенсильвания, на кладбище «Шалом».
Семья увековечила память Григория Гамарника посадкой деревьев на Святой Земле.
В 2020 году Григорий Гамарник был включен в Международный еврейский спортивный зал славы.

## Семья
Жена Раиса (1929—2018), прожили в браке 65 лет.
Сестра Полина, сын Александр, дочь Инна, внуки Евгений, Дмитрий, Диана.

## Спортивные результаты
- Чемпионат СССР по классической борьбе 1951 года — ;
- Чемпионат СССР по классической борьбе 1953 года — ;
- Чемпионат СССР по классической борьбе 1954 года — ;
- Чемпионат мира по классической борьбе Карлсруэ 1955 года — ;
- Классическая борьба на летней Спартакиаде народов СССР 1956 года — ;
- Чемпионат СССР по классической борьбе 1957 года — ;
- Чемпионат СССР по классической борьбе 1958 года — ;
- Чемпионат мира по классической борьбе Будапешт 1958 года — ;
- Чемпионат СССР по классической борьбе 1959 года — ;
- Классическая борьба на летней Спартакиаде народов СССР 1959 года — ;
- Чемпионат СССР по классической борьбе 1961 года — ;

## Интересные факты
- Григорий Гамарник жил в городе Ташкенте (Узбекская ССР) на улице Чемпионов.
- В 1948 году на Всесоюзных молодёжный Играх в Ейске познакомился со своим кумиром, одним из самых выдающихся борцом в мире Иваном Поддубным.
- За всю свою карьеру Григорий ни разу не был положен на лопатки — если проигрывал, то только по очкам.

## Награды
- Орден «Знак Почёта» (27.04.1957) — «за успехи, достигнутые в деле развития массового физкультурного движения в стране, повышения мастерства советских спортсменов, и успешное выступление на международных соревнованиях»